# Erik Lincar
Erik Lincar (n. 16 octombrie 1978, Oradea, România) este un fotbalist român retras din activitate, care a jucat pe post de mijlocaș la echipe ca Steaua București, Amkar Perm și Akratitos. Pe plan internațional, are prezențe la națională pentru România. După încheierea carierei, a devenit antrenor, și antrenează în prezent pe Bihor Oradea.
La 17 noiembrie 2010 a devenit antrenorul principal al echipei Callatis Mangalia.
În 2022, a promovat cu Universitatea Cluj în Liga I după o victorie în barajul de promovare contra echipei Dinamo București.

## Statistici
| Sezon   | Club                  | Țară    | Meciuri | Goluri |
| ------- | --------------------- | ------- | ------- | ------ |
| 1997/98 | Steaua București      | România | 16      | 0      |
| 1998/99 | Steaua București      | România | 29      | 4      |
| 1999/00 | Steaua București      | România | 25      | 0      |
| 2000/01 | Steaua București      | România | 21      | 1      |
| 2001/02 | Steaua București      | România | 14      | 2      |
| 2002/03 | Panathinaikos         | Grecia  | 10      | 0      |
| 2003/04 | Akratitos             | Grecia  | ?       | ?      |
| 2004    | FC Amkar Perm         | Rusia   | 5       | 0      |
| 2005    | FC Amkar Perm         | Rusia   | 22      | 2      |
| 2006    | FC Amkar Perm         | Rusia   | 1       | 0      |
| 2006/07 | FC Național București | România | 16      | 0      |
| 2007/08 | Concordia Chiajna     | România | ?       | ?      |
| 2007/08 | FC Prefab 05 Modelu   | România | ?       | ?      |
| 2011/-  | FC Damila Măciuca     | România | ?       | ?      |